# Washing Machine
Washing Machine — девятый студийный альбом группы Sonic Youth, вышедший в 1995 году.

## Об альбоме
Запись этого альбома ознаменовала возвращение Sonic Youth к их экспериментальным корням после выпуска нескольких радиоформатных гранж-ориентированных пластинок (Dirty, Experimental Jet Set, Trash and No Star). В отличие от них, на Washing Machine вошли большей частью монотонные, медленные композиции, иногда приближающиеся к краут-роковым форматам. Самой известной песней с пластинки стала сюрреалистичная «The Diamond Sea», в альбомном варианте продолжающаяся почти двадцать минут (она также была выпущена синглом в сокращенной, пятиминутной версии). Для записи «Little Trouble Girl», отсылающей к «Give Him a Great Big Kiss» The Shangri-Las, к группе присоединилась Ким Дил из Pixies и The Breeders, исполнившая главную вокальную партию в припеве.

## Список композиций
| №                   | Название                                                                                                 | Длительность |
| ------------------- | --- | ------------ |
| 1.                  | «Becuz» (lyrics/vocals Gordon)                                                                           | 4:43         |
| 2.                  | «Junkie's Promise» (lyrics/vocals Moore)                                                                 | 4:02         |
| 3.                  | «Saucer-Like» (lyrics/vocals Ranaldo)                                                                    | 4:25         |
| 4.                  | «Washing Machine» (lyrics/vocals Gordon)                                                                 | 9:33         |
| 5.                  | «Unwind» (lyrics Moore, vocals Moore and Ranaldo)                                                        | 6:02         |
| 6.                  | «Little Trouble Girl» (lyrics Gordon, vocals Kim Deal and Gordon with Lorette Velvette and Melissa Dunn) | 4:29         |
| 7.                  | «No Queen Blues» (lyrics/vocals Moore)                                                                   | 4:35         |
| 8.                  | «Panty Lies» (lyrics/vocals Gordon)                                                                      | 4:15         |
| 9.                  | «Becuz Coda»                                                                                             | 2:49         |
| 10.                 | «Skip Tracer» (lyrics Leah Singer and Ranaldo, vocals Ranaldo)                                           | 3:48         |
| 11.                 | «The Diamond Sea» (lyrics/vocals Moore)                                                                  | 19:35        |
| Общая длительность: | Общая длительность:                                                                                      | 68:17        |

## Чарты
| Год  | Чарт                     | Позиция |
| ---- | ------------------------ | ------- |
| 1995 | Official UK Albums Chart | 39      |
| 1995 | Billboard Top 200        | 58      |

| Год  | Песня                 | Чарт             | Позиция |
| ---- | --------------------- | ---------------- | ------- |
| 1996 | «Little Trouble Girl» | UK Singles Chart | 85      |